# Bathyraja abyssicola
Bathyraja abyssicola (лат.) — вид хрящевых рыб рода глубоководных скатов семейства Arhynchobatidae отряда скатообразных. Обитают в Тихом океане. Встречаются на глубине до 2910 м. Их крупные, уплощённые грудные плавники образуют округлый диск с треугольным рылом. Максимальная зарегистрированная длина 157 см. Откладывают яйца. Не являются объектом целевого промысла.

## Таксономия
Впервые вид был научно описан в 1896 году как Raja abyssicola. Видовой эпитет происходит от лат. abyssus — «глубокий». Голотип представляет собой самца с диском шириной 73 см, пойманного у берегов Канады на глубине 2904 м.

## Ареал
Эти скаты обитают в северной части Тихого океана в водах Японии, России и США. Встречаются на материковом склоне на глубине от 396 до 2910 м. В водах России Bathyraja abyssicola попадаются в Беринговом и Охотском морях, а также у тихоокеанского побережья Курильских островов. Это одни из самых глубоководных скатов Мирового океана.

## Описание

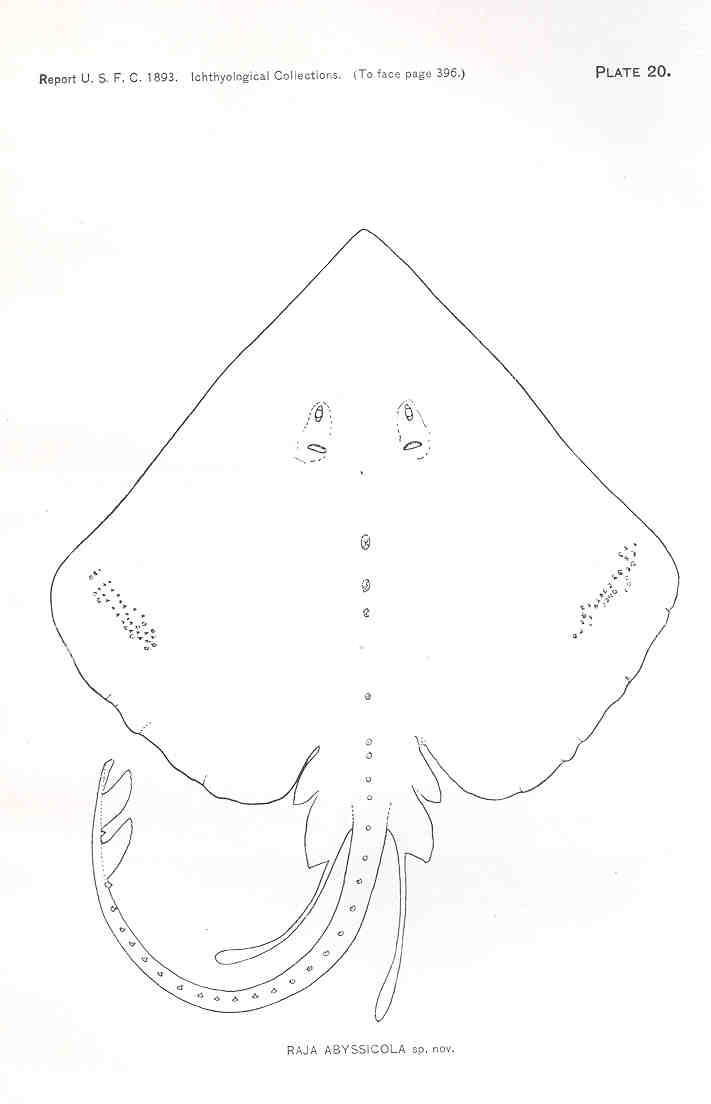
Иллюстрация, сопровождавшая первое научное описание нового вида (1896)

Широкие и плоские грудные плавники этих скатов образуют ромбический диск с широким треугольным рылом и закруглёнными краями. На вентральной стороне диска расположены пять жаберных щелей, ноздри и рот. Жаберные дуги покрыты шипиками.
Хвост длиннее диска. На хвосте имеются латеральные складки, которые пролегают по всей его длине. У этих скатов два редуцированных спинных плавника и редуцированный хвостовой плавник. Диск покрыт мелкими шипиками. У молоди иногда кожа брюшной поверхности голая. Вдоль позвоночника пролегает ряд колючек числом от 1 до 12. Количество туловищных позвонков 31—37, хвостовых предорсальных 67—78, постдорсальных 10—14. Шипов хвостового ряда 20—31. Количество лучей грудных плавников 84—91. Количество оборотов спирального клапана 10—12. В процентном соотношении к ширине диска длина тела составляет 162,8—193,6, длина диска 85,2—96,4, длина от кончика рыла до глаз 22,8—31,5, длина головы 34,5—42,9, длина глаза 3,3—6, длина брызгальца 4,3—6,1, длина рыла до ноздрей 19,6—26, до рта 23,2—31,6, расстояние между ноздрями 10,3—14, ширина рта 10,3—14,4, длина хвоста 80,1—112,6, высота первого спинного плавника 5—8, длина его основания 3—4,6, высота второго спинного плавника 4,5—7,8, длина его основания 2,8—4,6. Рядов зубов в верхней челюсти 27—37, в нижней 24—35. Окраска тела от серого до коричнево-фиолетового цвета. На вентральной поверхности имеются контрастные хорошо очерченные белые пятна (на брюхе, грудных плавниках, вокруг жаберной области, ноздрей и рта).
Максимальная зарегистрированная длина 157 см. По другим данным в Беринговом море в 1974 году на глубине 1500 м была поймана самка этого вида длиной 175 см и диском шириной 105 см.

## Биология

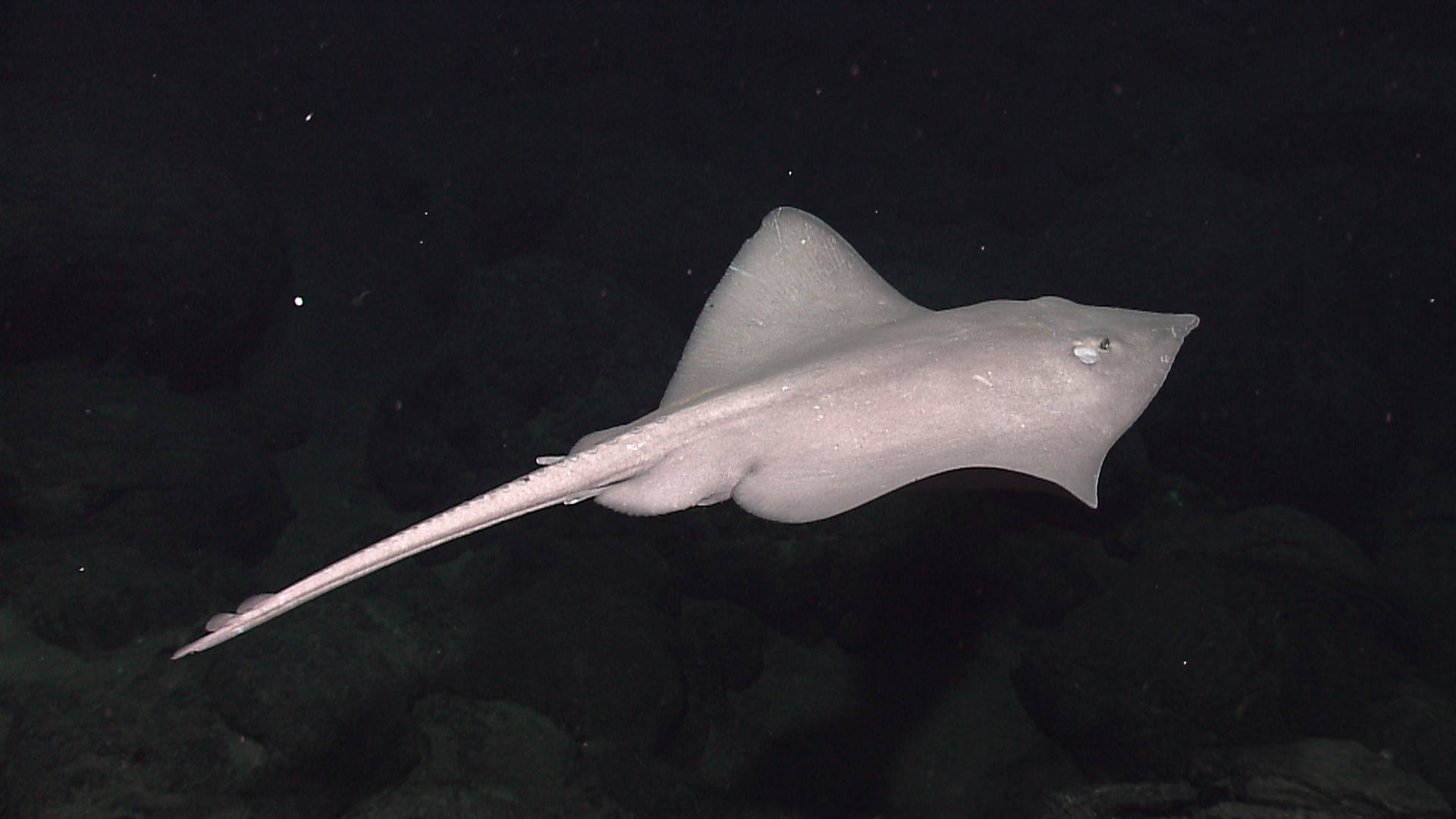
Это один из самых глубоководных видов скатов Мирового океана

Эмбрионы питаются исключительно желтком. Эти скаты откладывают на песчаный или илистый грунт яйца, заключённые в роговую капсулу длиной около 10,8—11,3 см и шириной 7,3 см с твёрдыми «рожками» на концах. Размножение круглогодичное. Самцы и самки достигают половой зрелости при длине 115—119 см и 124—139 см в возрасте 9—11 лет. Максимальная зафиксированная продолжительность жизни 18, а потенциально оценивается в 25 лет.
Рацион состоит из рыб, кальмаров и ракообразных.

## Взаимодействие с человеком
Эти скаты не являются объектом целевого лова. Они попадаются в качестве прилова при глубоководном тралении. Данных для оценки Международным союзом охраны природы охранного статуса вида недостаточно.